# Oncholaimus appendiculatus
Oncholaimus appendiculatus är en rundmaskart som först beskrevs av Nathan Augustus Cobb 1930.  Oncholaimus appendiculatus ingår i släktet Oncholaimus och familjen Oncholaimidae. Inga underarter finns listade i Catalogue of Life.